# 托马斯·荣松
托马斯·荣松（瑞典語：Tomas Jonsson，1960年4月12日—），瑞典男子冰球运动员。他曾代表瑞典参加1980年和1994年冬季奥林匹克运动会冰球比赛，共获得一枚金牌和一枚铜牌。